# Gadhar, Raichur
Gadhar là một làng thuộc tehsil Raichur, huyện Raichur, bang Karnataka, Ấn Độ.